# Jason Bahamboula
Jason Bahamboula (Caen, 15 giugno 2001) è un calciatore congolese (Repubblica del Congo), attaccante dell'HFX Wanderers e della nazionale congolese.

## Carriera

### Club
Bintsouka è cresciuto nel settore giovanile del Caen dove ha giocato anche con la seconda squadra nel 2018. Nel gennaio del 2020 è stato ceduto al Vitória Guimarães che lo ha inizialmente assegnato alla squadra B. Il 29 agosto 2022 ha esordito in Primeira Liga con la prima squadra nell'incontro perso 1-0 contro il Casa Pia.
Rimasto svincolato nel luglio del 2023, il 23 gennaio 2024 ha firmato con il Valmiera, club della prima divisione lettone.

### Nazionale
Il 25 marzo 2024 ha debuttato con la nazionale congolese nell'incontro amichevole pareggiato 1-1 contro il Gabon.

## Statistiche

### Presenze e reti nei club
Statistiche aggiornate all'11 giugno 2024.
| Stagione        | Squadra             | Campionato      | Campionato | Campionato | Coppe nazionali | Coppe nazionali | Coppe nazionali | Coppe continentali | Coppe continentali | Coppe continentali | Altre coppe | Altre coppe | Altre coppe | Totale | Totale | Totale |
| Stagione        | Squadra             | Comp            | Pres       | Reti       | Comp            | Pres            | Reti            | Comp               | Pres               | Reti               | Comp        | Pres        | Reti        | Pres   | Reti   |        |
| --------------- | ------------------- | --------------- | ---------- | ---------- | --------------- | --------------- | --------------- | ------------------ | ------------------ | ------------------ | ----------- | ----------- | ----------- | ------ | ------ | ------ |
| 2017-2018       | Caen 2              | N3              | 1          | 0          |                 | -               | -               |                    | -                  | -                  |             | -           | -           | 1      | 0      |        |
| 2018-2019       | Caen 2              | N3              | 0          | 0          |                 | -               | -               |                    | -                  | -                  |             | -           | -           | 0      | 0      |        |
| 2019-gen. 2020  | Caen 2              | N3              | 0          | 0          |                 | -               | -               |                    | -                  | -                  |             | -           | -           | 0      | 0      |        |
| gen.-giu. 2020  | Vitória Guimarães B | CdP             | 2          | 0          |                 | -               | -               |                    | -                  | -                  |             | -           | -           | 2      | 0      |        |
| 2020-2021       | Vitória Guimarães B | CdP             | 3          | 1          |                 | -               | -               |                    | -                  | -                  |             | -           | -           | 3      | 1      |        |
| 2021-2022       | Vitória Guimarães B | TL              | 24         | 2          |                 | -               | -               |                    | -                  | -                  |             | -           | -           | 24     | 2      |        |
| 2022-2023       | Vitória Guimarães B | TL              | 25         | 3          |                 | -               | -               |                    | -                  | -                  |             | -           | -           | 25     | 3      |        |
| 2022-2023       | Vitória Guimarães   | PL              | 1          | 0          | CP+CdL          | 0               | 0               |                    | -                  | -                  |             | -           | -           | 1      | 0      |        |
| 2024            | Valmiera            | VL              | 13         | 2          | CL+CdL          | 0               | 0               |                    | -                  | -                  |             | -           | -           | 13     | 2      |        |
| Totale carriera | Totale carriera     | Totale carriera | 57         | 17         |                 | 2               | 0               |                    | 3                  | 1                  |             | 1           | 0           | 63     | 18     |        |

### Cronologia presenze e reti in nazionale
| Cronologia completa delle presenze e delle reti in nazionale ― Rep. del Congo | Cronologia completa delle presenze e delle reti in nazionale ― Rep. del Congo | Cronologia completa delle presenze e delle reti in nazionale ― Rep. del Congo | Cronologia completa delle presenze e delle reti in nazionale ― Rep. del Congo | Cronologia completa delle presenze e delle reti in nazionale ― Rep. del Congo | Cronologia completa delle presenze e delle reti in nazionale ― Rep. del Congo | Cronologia completa delle presenze e delle reti in nazionale ― Rep. del Congo | Cronologia completa delle presenze e delle reti in nazionale ― Rep. del Congo |
| Data                                                                          | Città                                                                         | In casa                                                                       | Risultato                                                                     | Ospiti                                                                        | Competizione                                                                  | Reti                                                                          | Note                                                                          |
| ----------------------------------------------------------------------------- | ----------------------------------------------------------------------------- | ----------------------------------------------------------------------------- | ----------------------------------------------------------------------------- | ----------------------------------------------------------------------------- | ----------------------------------------------------------------------------- | ----------------------------------------------------------------------------- | ----------------------------------------------------------------------------- |
| 25-3-2024                                                                     | Chambly                                                                       | Gabon                                                                         | 1 – 1                                                                         | Rep. del Congo                                                                | Amichevole                                                                    | -                                                                             | 88’                                                                           |
| 11-6-2024                                                                     | Bloemfontein                                                                  | Rep. del Congo                                                                | 0 – 6                                                                         | Marocco                                                                       | Qual. Mondiali 2026                                                           | -                                                                             | 66’                                                                           |
| 14-11-2024                                                                    | Juba                                                                          | Sudan del Sud                                                                 | 3 – 2                                                                         | Rep. del Congo                                                                | Qual. Coppa d'Africa 2025                                                     | -                                                                             | 68’                                                                           |
| Totale                                                                        |                                                                               | Presenze                                                                      | 3                                                                             |                                                                               | Reti                                                                          | 0                                                                             |                                                                               |